# Muhammad Abd Allah
Muhammad Abd Allah (arab. محمد عبدالله) – egipski zapaśnik walczący w stylu wolnym.
Brązowy medalista igrzysk śródziemnomorskich w 1951 roku.